# بلمون-لوتزیو
بلمون-لوتزیو (به فرانسوی: Belmont-Luthézieu) یک کمون در فرانسه است که در Canton of Champagne-en-Valromey واقع شده‌است.

## خصوصیات
بلمون-لوتزیو ۱۹٫۷۷ کیلومترمربع مساحت و ۴۸۹ نفر جمعیت دارد و ۴۲۵ متر بالاتر از سطح دریا واقع شده‌است.